# Stefan Kaczmarz
Stefan Kaczmarz (* 20. März 1895 in Sambir, Österreich-Ungarn; † wahrscheinlich September 1939) war ein polnischer Mathematiker, Urheber u. a. der Kaczmarz-Methode und einer der führenden Vertreter der Lemberger Mathematikerschule.

## Leben

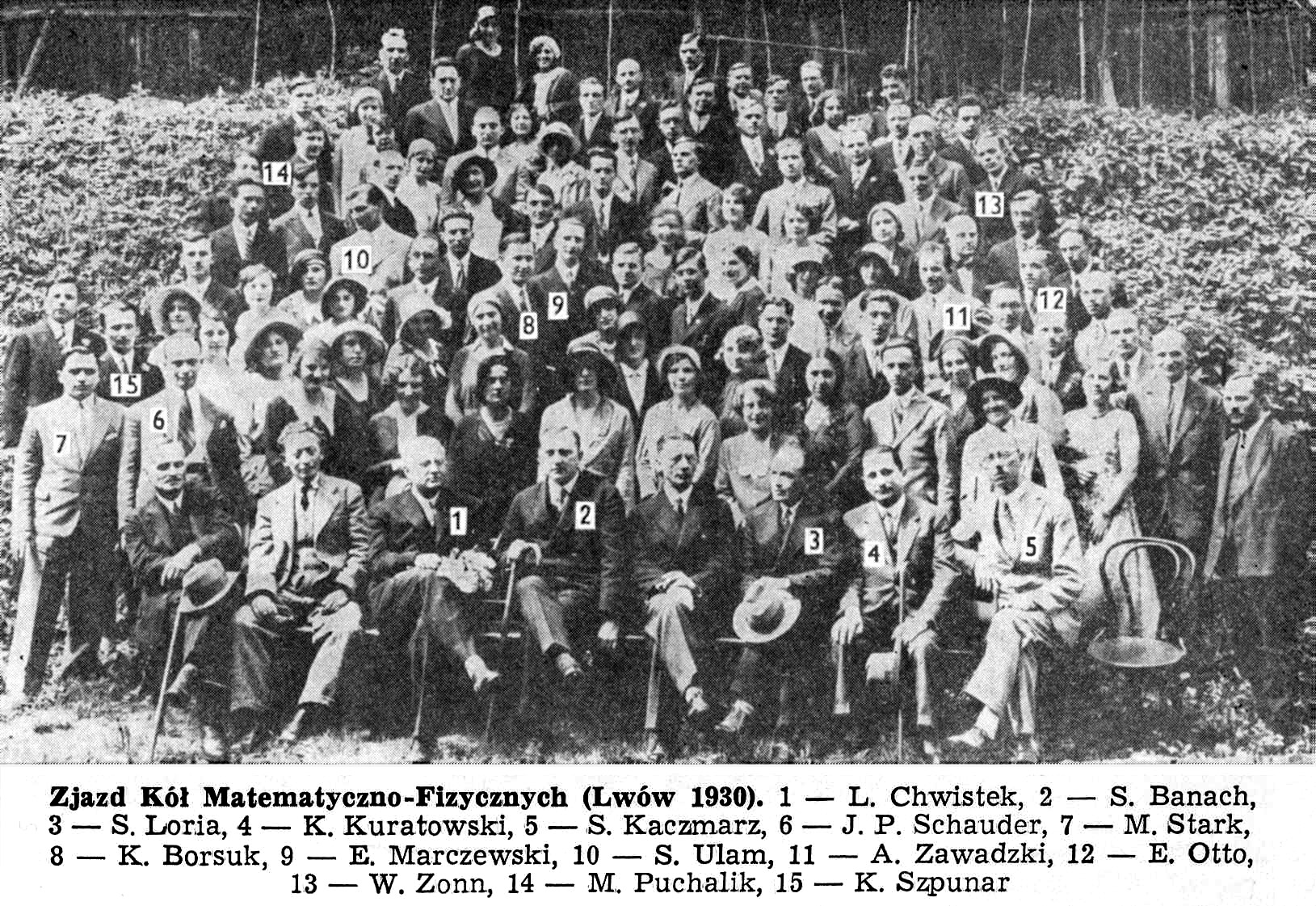
Stefan Kaczmarz (5) bei einem Ausflug Lemberger Mathematiker (1930)

Kaczmarz ging in Kęty, Wadowice und Tarnów zur Schule mit dem Abitur 1913. Er studierte Mathematik, Physik und Chemie an der Jagiellonen-Universität Krakau 1922. Im Ersten Weltkrieg wurde er im September 1914 in das polnische Regiment auf Seiten Russlands eingezogen, wurde im Juli 1915 Unteroffizier und nahm bis März 1917 an den Karpatenschlachten teil. Im Januar 1918 wurde er in die Artillerieschule  von Walawa einberufen, diesmal auf österreichischer Seite, aber nach seiner Weigerung einen Eid auf den österreichischen Kaiser abzulegen interniert. Ende März 1918 wurde er entlassen und setzte sein Studium in Krakau fort, wobei er anfangs noch bis Februar 1919 in einem Regiment von Akademikern in Krakau diente. Nachdem er kurze Zeit nicht in der Armee war meldete er sich im Juli 1920 freiwillig für die Artillerieausbildung, die er im November 1920 abschloss. Danach war er Mitglied der Reserve und schloss sein Studium mit einem Lehrerexamen ab. Ab Oktober 1921 war er Assistent in der Abteilung Mathematik der Bergbauakademie in Krakau und unterrichtete außerdem an einer Mädchenschule. 1923 wurde er von Stefan Banach an die Technische Universität Lemberg berufen, wo er im Oktober 1924 bei Stanisław Ruziewicz promoviert und 1928 habilitiert wurde und bis zu seiner Einberufung im September 1939 blieb. Seine Dissertation erschien in Fundamenta Mathematicae 1924, war über eine Funktionalgleichung und er beantwortete in ihr auch ein von Banach gestelltes Problem. Er hielt Vorlesungen an der Universität Lemberg, unterrichtete aber auch an Gymnasien und war 1932 mit einem nationalen Stipendium in Cambridge bei Godfrey Harold Hardy und Raymond Paley und hörte auch Vorlesungen von Norbert Wiener, und danach zwei Monate in Göttingen. Nach dem deutschen Überfall auf Polen wurde Kaczmarz als Leutnant der Reserve eingezogen. Er verließ Lemberg am 3. September in Uniform mit dem Zug in Richtung Warschau und sandte am folgenden Tag abends eine Postkarte an seine Frau, in der er seine Hoffnung auf eine Übernachtung in Nisko zum Ausdruck gab vor der Weiterreise. Das war die letzte bekannte Nachricht von ihm. Sein weiteres Schicksal ist unklar, doch starb er wahrscheinlich noch im September 1939. Nach der einen Vermutung starb er in einem Dorf Umiastów 20 km von Warschau bei der Verteidigung der Stadt gegen die deutsche Wehrmacht im September 1939, nach einer anderen bei einem Luftangriff am 5. September 1939 auf seinen Zug, als er Nisko verließ. Die Wehrmacht eroberte Warschau am 27. September. Nach einer weiteren Version wurde er bei Ende des deutsch-sowjetischen Eroberungsfeldzuges vom sowjetischen NKWD verhaftet und im April oder Mai 1940 im Massaker von Katyn ermordet.

## Werk
Seine Forschungsgebiete waren harmonische Analysis und Funktionalanalysis. 1935 veröffentlichte er mit Hugo Steinhaus ein Buch über Orthogonalreihen.
Ein Aufsatz von ihm über die näherungsweise Auflösung linearer Gleichungssysteme (siehe Kaczmarz-Methode), fand später vielfach Anwendung in Bildbearbeitungsalgorithmen wie im CAT-Scan.

## Privates
1928 heiratete er Helena Firlicinska (1904–1994) und hatte mit ihr zwei Töchter. Er wanderte jeden Sommer mit Familie und Freunden in den Bergen von Bieszczady.

## Schriften
- mit Hugo Steinhaus: Theorie der Orthogonalreihen. Mathematische Monographien 6, Warschau 1936, 2. Auflage: New York: Chelsea Publ. 1951